# Hunda
Hunda är en ö i Storbritannien.   Den ligger i kommunen Orkneyöarna och riksdelen Skottland, i den norra delen av landet, 800 km norr om huvudstaden London. Arean är 1,1 kvadratkilometer.
Terrängen på Hunda är platt. Öns högsta punkt är 40 meter över havet. Den sträcker sig 1,5 kilometer i nord-sydlig riktning, och 1,9 kilometer i öst-västlig riktning.  Trakten runt Hunda består i huvudsak av gräsmarker.